# Gabriel Profecki
Gabriel Profecki (zm. lipiec 1718 w Krakowie) – polski naukowiec, rektor Akademii Krakowskiej.
W latach 1699-1701 pełnił funkcję proboszcza parafii Świętego Wawrzyńca w Rymanowie. Był kanonikiem kolegiaty św. Anny w Krakowie i kościoła św. Floriana (od 1709). Rektorem krakowskiej uczelni został w roku 1716 zastępując na stanowisku Andrzeja Krupeckiego, urząd sprawował do 1718. Pochowany został Kościele św. Anny w Krakowie.